# Weizenhalmfaser
Weizenhalmfaser (auch Weizenfaser) bezeichnet die Fasern aus dem Halm des Weizens. Sie enthalten hauptsächlich die pflanzlichen Polysacchariden Cellulose und Hemicellulose, die in der Natur sehr häufig vorkommende Biopolymere sind.

## Chemischer Aufbau
Die Weizenhalmfaser besteht zu mehr als 95 % aus Cellulosen und Hemicellulosen. Bei den Hemicellulosen handelt es sich größtenteils um Arabinoxylane. Beide Bestandteile zählen zu den Polysacchariden, die sich aus mehreren über glykosidische Bindungen miteinander verknüpften Monomeren zusammensetzen. Als ursprüngliche Stützelemente der pflanzlichen Zellwand weisen die beiden Kohlenhydratpolymere Kettenlängen von über 1.000 Monomeren auf was zu ihrer Wasserunlöslichkeit beiträgt. Die Weizenhalmfaser wird aus dem Halm der Pflanze gewonnen und enthält deshalb weder Gluten noch Stärke, die typischerweise im Weizenkorn enthalten sind.

## Gewinnung
Die Weizenhalmfaser wird als Koppelnutzung aus den Halmen der geernteten Weizenpflanzen extrahiert, die bei der Gewinnung des Weizenkorns als Nebenproduktstrom anfallen. Der Weizenhalm ist aufgrund hoher Stabilitätsanforderungen besonders reich an den strukturgebenden Substanzen Cellulose und Hemicellulose. Ziel der Verarbeitung ist insbesondere die Entfernung des in der Zellwand eingelagerten Lignins zur Konzentration der Polysaccharide und Steigerung ihrer Abbaubarkeit durch die Darmflora. Durch die Entfernung übriger organischer Verbindungen entsteht ein nahezu geschmacks-, farb- und geruchsneutrales Produkt.
Nach der Auswahl, Säuberung und Sortierung des Rohmaterials erfolgt ein chemischer Aufschluss der Weizenhalmstruktur in alkalischer Lösung zur Herauslösung des Ligninanteils. Danach erfolgt die Waschung des Extrakts zur Entfernung des herausgelösten Lignins sowie per se wasserlöslicher Substanzen und die Aufreinigung der Fasern in phasenweisem sauren oder alkalischen Milieu. Anschließend wird eine mechanische Entwässerung der Fasern mit anschließender Heißlufttrocknung durchgeführt. Das Produkt wird vermahlen und verpackt.

## Geschichte
Weizen stellt neben Mais und Reis eines der drei wichtigsten Getreide weltweit dar. Angebaut wird er in erster Linie wegen des Kornertrags. Das als landwirtschaftliches Nebenprodukt anfallende Stroh wurde lange Zeit lediglich zur Gründüngung oder als Tiereinstreu verwendet. Mit zunehmender Erkenntnis über die Wichtigkeit von Ballaststoffen in der menschlichen Ernährung entstand die Idee zur Nutzbarmachung der nutritiven Bestandteile des Weizenhalms in Form der Weizenhalmfaser. Sie wird seit Beginn der 1990er Jahre hergestellt und seither in Lebensmitteln zur Ballaststoffanreicherung eingesetzt. Traditionell wird sie als Weizenfaser bezeichnet. Um den neusten lebensmittelrechtlichen Anforderungen (Lebensmittelrechtliche Einordnung) gerecht zu werden, wird die Bezeichnung Weizenhalmfaser im Zutatenverzeichnis empfohlen. Einer der größten Produktionsstandorte in Europa für Nahrungsfasern, im Speziellen der Weizenhalmfaser, befindet sich heutzutage in Ungarn (Dunaújváros). Die Region südlich von Budapest bietet sich dafür an, da dort große Mengen Weizen angebaut werden.

## Verwendung in Lebensmitteln
Ballaststoffkonzentrate wie die Weizenhalmfaser werden zur Anreicherung von Lebensmitteln verwendet. Dadurch kann Ballaststoffmangel entgegengewirkt werden, der oft durch die heutzutage typisch westliche Ernährungsweise entsteht, bei der zu wenig von Natur aus ballaststoffreiche Lebensmittel gegessen werden. In Deutschland empfiehlt die Deutsche Gesellschaft für Ernährung eine Zufuhr in Höhe von 30 g pro Tag. Weltweit liegt die durchschnittliche Ballaststoffzufuhr in etwa bei 12 g pro Tag. Mit Hilfe der Ballaststoffkonzentrate ist neben der Ballaststoffanreicherung auch die Senkung nutritiv ungünstiger Nährstoffe wie Fett, gesättigte Fettsäuren und Zucker möglich. Sensorische Eigenschaften wie der Geschmack, die Textur oder das Mundgefühl der Produkte, wodurch die Verbraucherakzeptanz beeinträchtigt werden könnte, bleiben durch Einsatz der Weizenhalmfaser weitestgehend unbeeinflusst, sodass der arttypische Charakter der Lebensmittel erhalten bleibt. Die Darmverträglichkeit der Weizenhalmfaser ist sehr hoch, was ihre Anreicherung in Lebensmitteln in unbegrenzter Höhe möglich macht. Damit bietet die Weizenhalmfaser eine Lösung zur Unterstützung der momentan von Public Health und politischer Seite geförderten und geforderten Reformulierungsstrategie. Forschung und Entwicklung zum Einsatz von Ballaststoffen zur Verbesserung von Convenience Produkten wird seit 2015 auch im Rahmen der vier durch das Bundesministerium für Bildung und Forschung (BMBF) geförderten Cluster der Ernährungsforschung betrieben.

## Ernährungsphysiologie
Durch Wasserbindung und Nichtabbbaubarkeit tragen Ballaststoffe zu einer regelmäßigen Verdauung bei. Der Einfluss der Weizenhalmfaser auf charakteristische Parameter der Darmgesundheit wie die Stuhlfrequenz oder das Stuhlgewicht wurde bereits mehrfach untersucht und belegt (6, 7). Studien fanden einen steigernden Effekt auf die Insulinsensitivität, wodurch die insulinabhängige Glukoseaufnahme insbesondere in die Muskelzellen positiv beeinflusst wird und sich Blutzuckerspiegel schneller wieder normalisieren (14–18). Der Effekt durch unlösliche Getreideballaststoffe tritt verstärkt bei Menschen mit bereits gestörter Glukosetoleranz auf. Wissenschaftliche Beobachtungen zeigen, dass in der Folge die Entstehung von Diabetes verringert werden kann (19, 20). Untersuchungen deuten auf einen positiven Effekt der Weizenhalmfaser auf die Zusammensetzung der Darmmikrobiota hin (21).

## Lebensmittelrechtliche Einordnung
In der europäischen Lebensmittelinformationsverordnung (22) werden drei verschiedene Ballaststoffgruppen definiert. Allen gemeinsam ist die Unverdaulichkeit im menschlichen Dünndarm aufgrund mangelnder Enzymausstattung. Mangels Cellulasen können Menschen Cellulose nicht selbst abbauen. Unterschieden wird zwischen natürlich enthaltenen, extrahierten und synthetisch hergestellten Ballaststoffen. Nach der Health Claims-Verordnung müssen gesundheitsbezogene Aussagen wissenschaftlich nachgewiesen werden. Die Weizenhalmfaser war bereits vor 1997 umfangreich in Lebensmitteln auf dem EU Markt verfügbar und fällt somit auch nicht unter die Regelung der Novel Food Verordnung. Seit 1992 hat sich die verkehrsübliche Bezeichnung Weizenfaser unter den aktiven Marktteilnehmern etabliert. Alternativ kann die beschreibende Bezeichnung Weizenhalmfaser gewählt werden, die ergänzend das pflanzliche Ausgangsmaterial benennt (22). Da der Rohstoff Weizen zu den allergenhaltigen Getreiden zählt, muss die Weizenhalmfaser entsprechend der Vorschriften zur Allergenkennzeichnung als solches in der Zutatenliste gekennzeichnet werden, auch wenn die Weizenhalmfaser nachweislich glutenfrei ist (22).